# Damiano Vellucci
Damiano Vellucci, soprannominato Inferno (Santi Cosma e Damiano, 22 marzo 1835 – Gaeta, 7 ottobre 1863), è stato un brigante italiano.

## Biografia
Gli eventi che portarono all'unità d'Italia non lasciarono indifferenti i sancosimesi. Uno dei personaggi, che si mise più in luce in quel periodo, fu il bracciale (ossia operaio) Damiano Vellucci soprannominato Inferno. Egli divenne un reazionario e un capo-contadino, opponendosi fieramente ai liberali, favorevoli all'unione italiana e poi ai Piemontesi discesi nel Regno delle due Sicilie nel 1860.
Superando il parallelismo dato dalla storiografia ufficiale, di reazionario uguale a brigante, lo si può definire, senza incorrere in fraintesi e come lui amava definirsi, "un milite realista detto brigante". Era nato da Giuseppe e Rosalia Ionta e fu battezzato lo stesso giorno della sua nascita nella chiesa del suo paese. La famiglia abitava nella strada Cuparella, l'odierna via Cesare Battisti.
I fatti precedenti il processo unitario vennero particolarmente sentiti dal giovane Damiano. Infatti, con entusiasmo, accorse all'appello di Francesco II, re delle Due Sicilie, rifugiato a Gaeta, per far parte della Brigata Lagrange, costituita ad Itri il 15 settembre 1860.
La missione di questo corpo era di allentare la morsa militare, creata intorno a Gaeta, portando il movimento reazionario nell'Abruzzo. Fu congedato a Cisterna nel gennaio del 1861 e ritornò al suo paese insieme con tanti altri volontari che avevano servito con lui.
Come tutti i reduci, fu fatto oggetto di dileggio e soprusi da parte di alcuni liberali e dai componenti della Guardia Nazionale Italiana, tra i quali vi era anche un suo cugino.Si diede a percorrere le montagne e dopo uno scontro, nel mese di giugno 1861, con la Guardia Nazionale di Sessa, mentre si trovava a lavorare con alcuni camerati nelle campagne di Cellole, espatriò nello Stato Pontificio.
Recatosi a Roma, con il minturnese Angelo Mallozzi, fu ricevuto da re Francesco, al quale giurò eterna fedeltà, impegnandosi a combattere per il suo ritorno sul trono. La sua attività reazionaria si svolse tra i confini dello Stato Pontificio e le montagne ausoniche-aurunche. Divenne capo di piccole bande e aggregato temporaneamente alla comitiva del famoso capobanda itrano Francesco Piazza detto Curcitto, partecipò al combattimento di Fossa della Neve del 1º luglio 1862, luogo posto tra i monti di Formia ed Itri. Assieme alla sua banda fu autore di alcuni eclatanti sequestri di persona. Tali sequestri furono commessi contro Francesco Minutillo e Francesco Cinquanta entrambi di Formia dei rispettivi quartieri di Maranola e Castelforte e Dionisio Sparagna di Santi Cosma e Damiano.
Catturato durante uno scontro con la truppa, in località Campo di Venza nel territorio di Roccaguglielma, l'odierna Esperia, fu fucilato a Gaeta il 7 ottobre 1863.